# Colonia el Paraíso, Veracruz
Colonia el Paraíso är en ort i Mexiko.   Den ligger i kommunen San Andrés Tuxtla och delstaten Veracruz, i den sydöstra delen av landet, 400 km öster om huvudstaden Mexico City. Colonia el Paraíso ligger 238 meter över havet och antalet invånare är 125.
Terrängen runt Colonia el Paraíso är huvudsakligen kuperad, men den allra närmaste omgivningen är platt. Runt Colonia el Paraíso är det ganska tätbefolkat, med 83 invånare per kvadratkilometer. Närmaste större samhälle är San Andres Tuxtla, 4,1 km nordväst om Colonia el Paraíso. Omgivningarna runt Colonia el Paraíso är en mosaik av jordbruksmark och naturlig växtlighet.